# Torre dei Belfredelli
La torre dei Belfredelli, o del Corno, è una torre medievale del centro storico di Firenze, situata in borgo San Jacopo 9 angolo via dei Belfredelli e via de' Ramaglianti, zona Oltrarno, non lontano dal Ponte Vecchio. Riconoscibile la copertura con una fitta vegetazione di edera nella parte inferiore, si adaglia sul retro alla torre dei Ramaglianti, pur non condividendone i muri perimetrali. 
La torre (come del Corno) appare nell'elenco redatto nel 1901 dalla Direzione Generale delle Antichità e Belle Arti, quale edificio monumentale da considerare patrimonio artistico nazionale.

## Storia e descrizione
L'edificio è noto come torre dei Belfredelli, dalla famiglia guelfa che lo possedette in origine, che presumibilmente lo edificò e che in questa zona aveva varie case (come quella al numero 11 di questa stessa via) danneggiate, come pure la torre, dai Ghibellini nel 1260, dopo la battaglia di Montaperti. Restaurato dopo la battaglia di Benevento (1266), al possesso dei Belfredelli, in data imprecisata, sarebbe seguito quello dei del Corno e dei Guiducci. La torre non condivide le mura con quella accanto, torre dei Ramaglianti: ciò era tipico dell'edilizia medievale perché in caso di incendio, di rovina o abbattimento (anche deliberato), l'una non si portava dietro l'altra.
Parzialmente danneggiata dall'esplosione delle mine posizionate dall'esercito tedesco in ritirata nell'agosto del 1944 (varie fotografie documentano i danni e tuttavia ci mostrano la torre ancora sufficientemente integra) è state rimaneggiata negli anni della ricostruzione, con la realizzazione di un attico nettamente moderno, che tuttavia non ne snatura il carattere. Il piccolo e ordinato giardino privato di oleandri di gusto romantico, che copriva la breve distanza tra la fabbrica e l'asse della strada (almeno fino al 2011) è purtroppo stato ridotto a spazio per il parcheggio di autoveicoli. Questo spazio è delimitato da una semplice ringhiera in ferro e, sul lato destro, da un breve tratto di muratura antica, in forma di rudere, a ricordare le distruzioni belliche. 
La torre è tra le più alte ancora in piedi in città e presenta il tipico rivestimento con il filaretto di pietra a vista. Si aprono varie finestre non allineate e alcune buche pontaie con mensole.

## Bibliografia

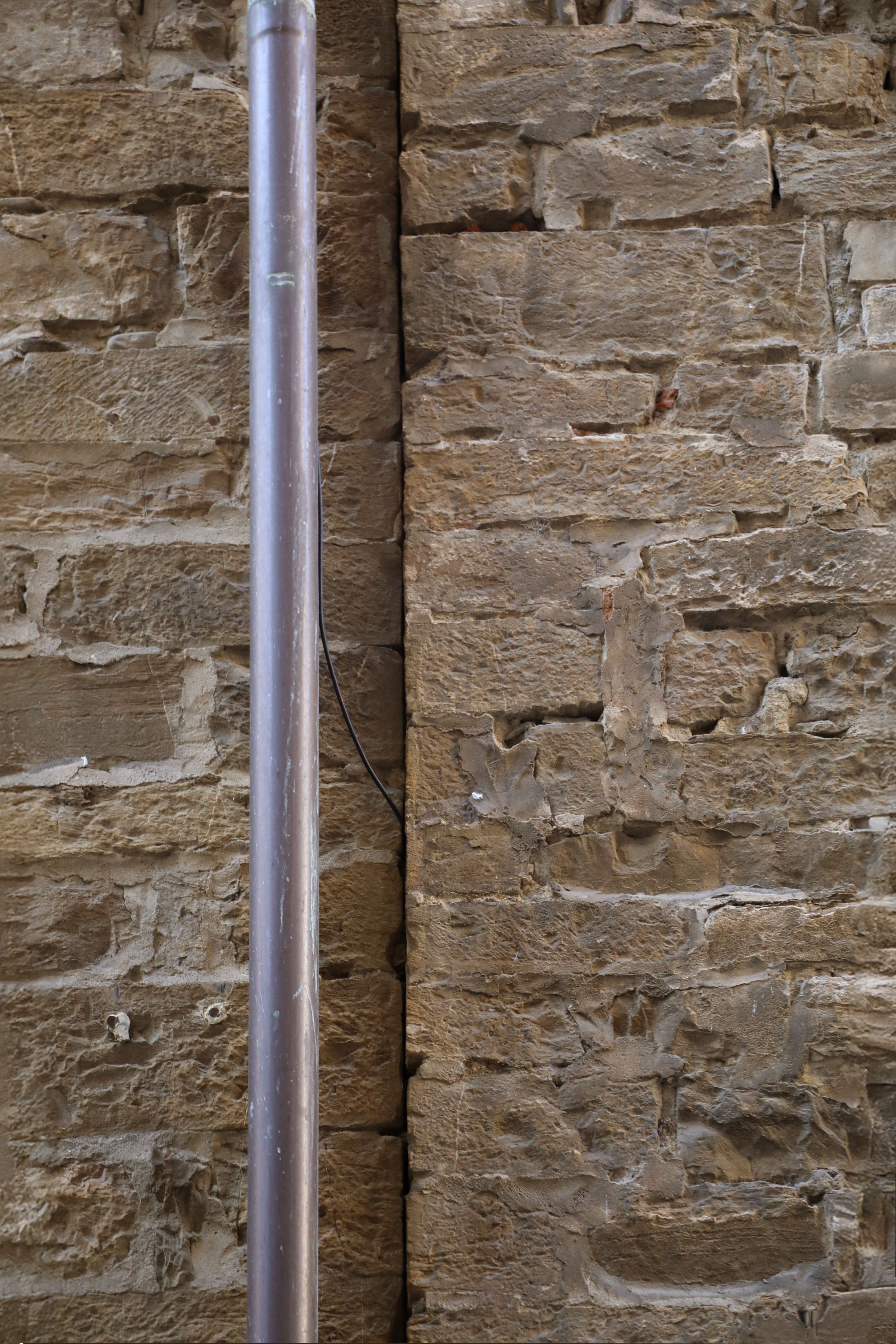
Giunzione con torre dei Ramaglianti